# Cecilia Pillado
Cecilia Pillado (Mendoza, 1966) è una compositrice, pianista e attrice argentina.

## Biografia
Da giovane fu membro del Goethe-Institut Mendoza Theatre Company, diretto da Gladys Ravalle, mentre proseguiva i suoi studi in musica presso l'Università Nazionale di Cuyo. Fu attraverso il Goethe-Institut che arrivò in Germania, dove completò i suoi studi teatrali e musicali all'Universität der Künste Berlin con una borsa di studio della Fondazione Friedrich Naumann.
Fino ad oggi ha lavorato in entrambe le aree delle Arti dello spettacolo. Come artista, infatti, è ugualmente interessata alle esibizioni di pianoforte solo, musica da camera, alla composizione e alle apparizioni come attrice in film, televisione e palcoscenico.

### Carriera come attrice
Dopo avere completato gli studi in Germania partecipò occasionalmente a varie produzioni del "Latin-American Theatre Berlin" indipendente sotto la direzione del suo collega connazionale Emilio Schechtmann. Dopo alcune apparizioni sullo schermo decise di perfezionare l'arte del cinema e della recitazione in televisione e si trasferì a Los Angeles nel 1998 per studiare con alcuni dei principali maestri di recitazione come M. K. Lewis e Margie Harber, tra gli altri. Tornata in Germania nel 2000 riuscì ad entrare nella televisione tedesca e nell'industria cinematografica. Da allora apparve frequentemente in soap opera, serie TV, film TV è lungometraggi.

### Carriera come pianista
Proseguì anche gli studi avanzati al Mozarteum di Salisburgo e partecipò a corsi di perfezionamento diretti da Hans Leygraf, György Sebök, Leon Fleisher, Maria Curcio e Paul Badura-Skoda. Studiò composizione con Witold Szalonek, completando la sua preparazione classica con i seminari di improvvisazione jazz di Walter Norris.
Il suo sviluppo artistico fu guidato dallo studio intensivo della fenomenologia musicale di Sergiu Celibidache. Lei attribuisce la sua crescita professionale anche alla sua lunga collaborazione professionale e personale con la famosa pianista Martha Argerich ed ai frequenti contatti con i direttori Claudio Abbado e Daniel Barenboim, che considera influenze fondamentali del suo percorso.
Ha vinto numerosi premi e riconoscimenti (tra cui il Premio Teresa Carreño in Venezuela) e si è esibita negli Stati Uniti, Europa, Sud America e Asia in rinomate sale da concerto come il Berliner Philharmoniker e il Konzerthaus Berlin, il Teatro Colón in Buenos Aires, la Sala Verdi a Milano, il Teatro Comunale di Bologna, il Kennedy Center a Washington DC, la Music Hall dell'Università di Miami, l'Arnold Schönberg Center dell'UCLA e altri luoghi importanti.
È apparsa come solista con molte orchestre internazionali e ha suonato musica da camera con membri della Berliner Philharmoniker, del Kammermusikpodium e dell'Ensemble Novecento italiano. È stata inoltre invitata a partecipare a numerosi festival.
La Pillado riserva alla musica argentina un posto centrale nel suo repertorio di interprete e nelle sue registrazioni. La collezione di CD offre un'interessante selezione di compositori argentini come Ariel Ramírez, Alberto Ginastera, Ástor Piazzolla, Carlos Guastavino e le proprie composizioni.
I suoi arrangiamenti di tango combinano virtuosismo classico e un grande suono pianistico con elementi di libertà improvvisativa.

### Filmografia parziale
- Gute Zeiten, schlechte Zeiten (Soap opera 2016)
- Stung (film 2015)
- Zwei Esel auf Sardinien (film TV) (2015)
- Twin Sisters or Homelan (Short Film) (2013)
- Anna und die Liebe (Telenovela 2012)
- Verbotene Liebe (Soap opera 2012)
- Points of You (Webseries 2011)
- Lotta & die großen Erwartungen (film TV 2011)
- The Ghost Writer (2010)
- Der Gründer (Film 2010)
- Lotta & die alten Eisen (film TV 2010)
- Die Unbeweglichkeit der Dinge (Film 2009)
- Eine kleine Anekdote (Film 2008)
- Löwenzahn (Serie TV 2007)
- Italienisch! (Film 2006)
- Ein Fall für zwei (Serie TV 2005)
- SK Kölsch (Serie TV 2004)
- Richter Alexander Hold (TV 2002)
- Denninger (Serie TV - 2001)
- Gute Zeiten, schlechte Zeiten (Soap opera 2000)
- Sin querer (Film 1997)
- Wo ist das Tao? (Film 1988)